# 蓬索纳
蓬索纳（法語：Ponsonnas，法語發音：[pɔ̃sɔna(s)]）是法国伊泽尔省的一个市镇，属于格勒诺布尔区。

## 地理
蓬索纳（44°53'21"N, 5°47'48"E）面积2.9 平方千米，位于法国奥弗涅-罗讷-阿尔卑斯大区伊泽尔省，该省份为法国东南部内陆省份，北起顺时针与安省、萨瓦省、上阿尔卑斯省、德龙省、阿尔代什省、卢瓦尔省和罗讷省。
与蓬索纳接壤的市镇（或旧市镇、城区）包括：博蒙地区圣洛朗、圣皮耶尔德梅阿罗、苏维尔、科涅、拉米尔、圣让代朗。
蓬索纳的时区为UTC+01:00、UTC+02:00（夏令时）。

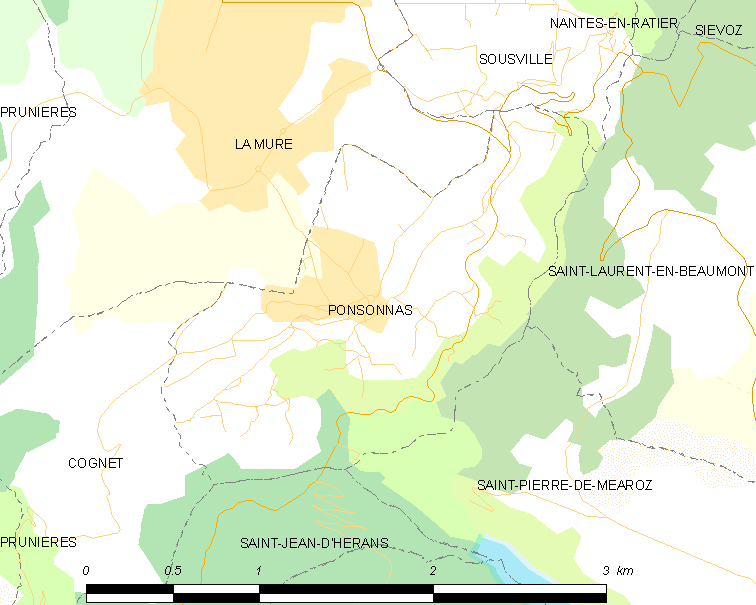
蓬索纳的OSM定位图

## 行政
蓬索纳的邮政编码为38350，INSEE市镇编码为38313。

## 政治
蓬索纳所属的省级选区为马泰西讷-特列沃县。

## 人口

1962-2008年间蓬索纳人口变化图示

蓬索纳于2022年1月1日时的人口数量为289人。